# لينا مولر (عداءة)
لينا مولر (بالسويدية: Lena Möller)‏ (ولدت في 17 أبريل 1957) هي عداءة سويدية. شاركت في سباق التتابع 4 × 100 متر سيدات في دورة الألعاب الأولمبية الصيفية لعام 1980 . 

## روابط خارجية
- لينا مولر على موقع الاتحاد الدولي لألعاب القوى (الإنجليزية)
- لينا مولر على موقع أوليمبيديا (الإنجليزية)
- لينا مولر على موقع اللجنة الأولمبية السويدية (السويدية)